# 大舘義冬
大舘 義冬（おおだち よしふゆ、生没年不詳）は、南北朝時代の武士。大舘氏明の子。

## 生涯・子孫
南朝方として伊予国世田城に籠っていた父の氏明が、細川頼春の大軍に攻められ討たれた後、九州に匿われていた。これを佐々木道誉が知って足利尊氏にとりなし、その結果義冬は室町幕府に仕え治部少輔に任じられた。
子（男子）に氏信（うじのぶ）・義信（よしのぶ）、政房（まさふさ）、忠則（ただのり、子に貞忠（さだただ））がいる。
このうち、氏信は3代将軍足利義満に近侍して、室町幕府奉公衆番頭の大舘氏の祖となり、その子の満信（みつのぶ）、満冬（みつふゆ）は義満から偏諱の授与を受けた。大舘持房は満信の子、義満の孫・義政（8代将軍）の乳母となった今参局は満冬の娘である。